# Cosmotettix edwardsi
Cosmotettix edwardsi är en insektsart som beskrevs av Lindberg 1924. Cosmotettix edwardsi ingår i släktet Cosmotettix och familjen dvärgstritar. Enligt den finländska rödlistan är arten nära hotad i Finland. Arten är reproducerande i Sverige. Artens livsmiljö är öppna, mineralfattiga myrar. Inga underarter finns listade i Catalogue of Life.